# Rheinallee 76 (Bonn)

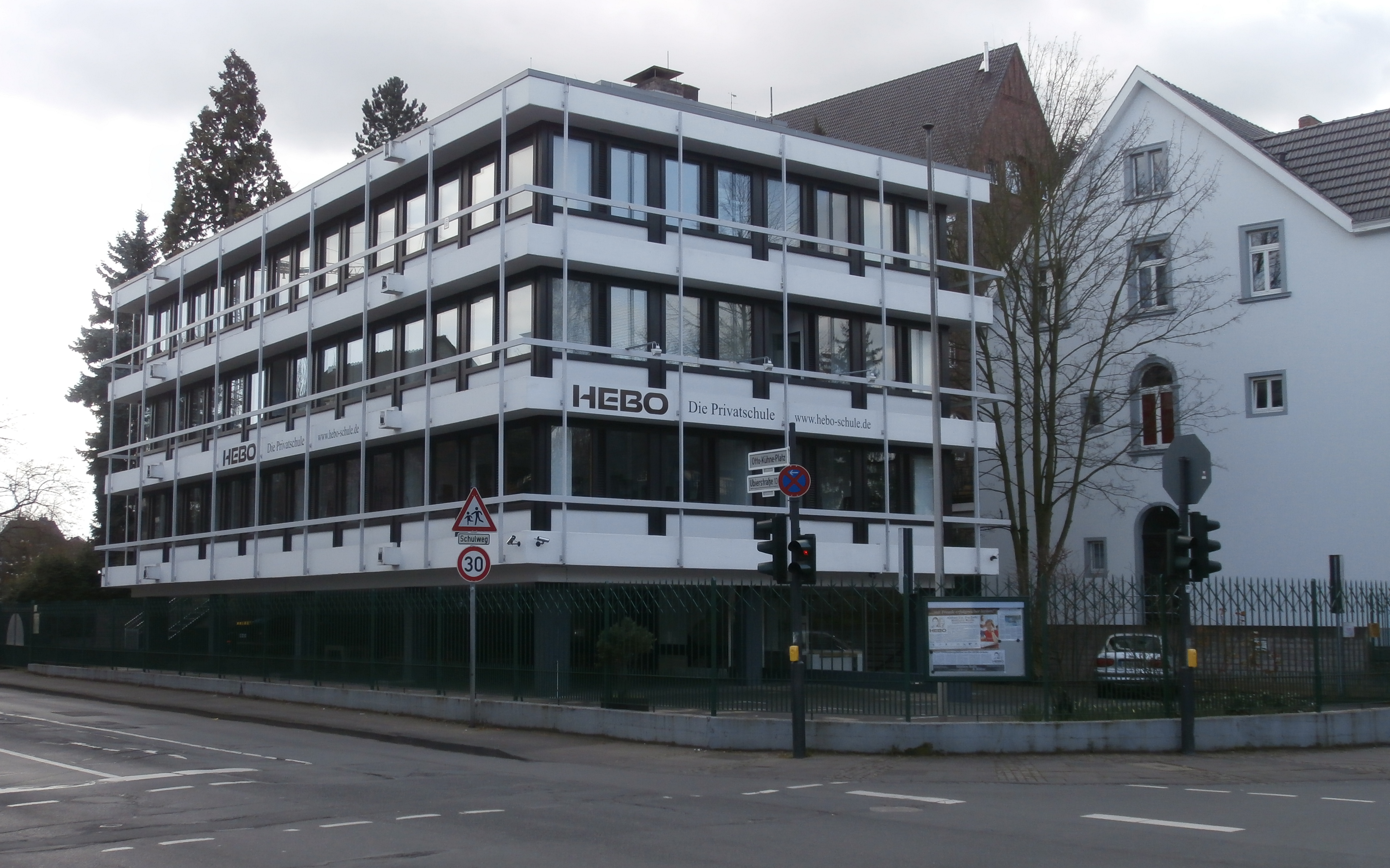
Gebäude Rheinallee 76 (2014)

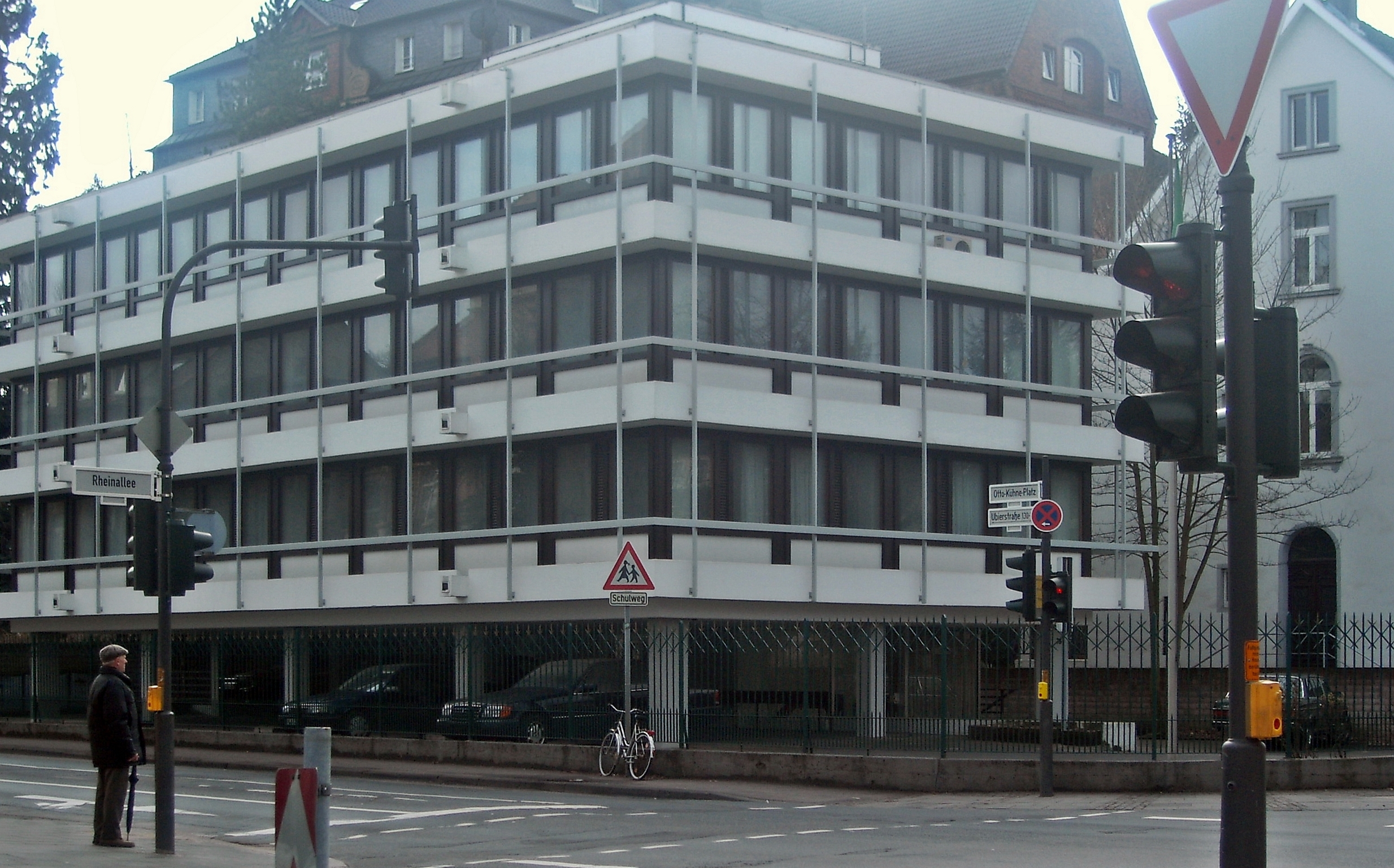
Gebäude Rheinallee 76 als Sitz der Botschaft von Kamerun (2006)

Das Gebäude Rheinallee 76 im Bonner Stadtbezirk Bad Godesberg ist ein ursprüngliches Bürogebäude, das 1968 für die griechische Botschaft errichtet wurde. Von 1980/81 bis 2009 war es Sitz der Botschaft Kameruns, ist heute weiterhin im Besitz des Staates und wird von der HEBO Privatschule Bonn genutzt. Das Gebäude liegt im Ortsteil Godesberg-Villenviertel an der Rheinallee Ecke Otto-Kühne-Platz und der Grenze zum Ortsteil Rüngsdorf. 

## Geschichte
Das Gebäude entstand als Kanzlei der königlich-griechischen Botschaft in der Bundesrepublik Deutschland am Regierungssitz Bonn, deren einzelne Abteilungen auch nach Fertigstellung des Neubaus über mehrere Standorte im Bonner Stadtgebiet verteilt waren. Als Bauherr und auch verantwortlich für Entwurf und Planung des Gebäudes trat der Bad Godesberger Architekt Hans Schmitz auf. 1980/81 bezog anstelle der griechischen Botschaftskanzlei die Kanzlei der Botschaft der Republik Kamerun das Gebäude, die zu einem späteren Zeitpunkt auch dessen neue Eigentümerin wurde. Die Residenz des Botschafters befand sich im Ortsteil Plittersdorf (Plittersdorfer Straße 115). 1993/94 war die Botschaft zweimal von einem Einbruch durch zwei heroinabhängige Dachdecker betroffen, die bei einem der Einbrüche 62.000 D-Mark und zwei Gewehre stahlen.
Nach der Verlegung des Regierungssitzes nach Berlin (1999) unterblieb zunächst aus Finanzgründen ein Umzug der Botschaft Kameruns in die deutsche Hauptstadt. Der Staat brachte nicht mehr die notwendigen Mittel zur Erhaltung des Botschaftsgebäudes auf, sodass es dem schrittweisen Verfall preisgegeben war. Die personelle Besetzung der Botschaft war von einstmals 10 auf nunmehr drei Diplomaten (Stand: 2002) reduziert worden. Am 1. Oktober 2002 besetzten Anhänger des Nationalrats Südkameruns das Botschaftsgebäude. Nachdem der neu ernannte kamerunische Botschafter bereits Ende 2008 seine Tätigkeit in Berlin aufgenommen hatte, zog die Botschaft Anfang März 2009 als drittletzte diplomatische Vertretung, die noch mit ihrer Hauptstelle in Bonn ansässig war, in die Hauptstadt um. Das bisherige Botschaftsgebäude stand anschließend leer, bis es nach einer mehrwöchigen Renovierung im November 2011 als Nebenstandort von einer Privatschule bezogen wurde, die dort rund 180 Schüler unterrichtet (Stand: 2011) und es auch als Internat nutzt. Eigentümerin der Immobilie blieb die Republik Kamerun.

## Beschreibung
Das ehemalige Botschaftsgebäude ist ein viergeschossiger Stahlbetonskelettbau, der teilweise mit Sichtbeton ausgestattet ist. Das untere Geschoss ist als Garagengeschoss für ursprünglich 12 PKWs ausgebildet, die drei darüber liegenden Obergeschosse nahmen ursprünglich jeweils 10 bis 11 Büroräume auf. Die Fenster sind leicht zurückgesetzt und besitzen Brüstungen aus Eternit-Glasalplatten. Als bedeutendstes Fassadenelement wirken umlaufende, durch Stahlgestänge miteinander verbundene Betriebsbalkone.